# 塩原牧
塩原牧（しおばらのまき）は、信濃国小県郡（現在の長野県青木村から上田市浦野地区）に存在した勅旨牧。信濃十六牧の一つ。

## 概要
『延喜式』から『吾妻鏡』にかけて塩原牧の名が見られるところから、少なくとも10世紀初頭から12世紀末まで存続していたことが確認できる。
「延書式」巻48の左右馬寮式御牧の条には、山鹿牧･塩原牧･岡屋牧･平井弖牧･笠原牧･高位牧･宮処牧･埴原牧･大野牧･大室牧･猪鹿牧･萩倉牧･新治牧･長倉牧･塩野牧･望月牧の順に記載されている。
東信地方の新治牧･長倉牧･塩野牧･望月牧が一塊に記載されていることから、記載順には地理的・成立年的などの意味が含まれると解釈し、山鹿牧(豊平村)と同じく八ヶ岳山麓にあった（茅野市米沢地区）とする説がある。
それに対し、「神使御頭之日記」天文5年(1536)正月1日の条に｢塩原｣､「御頭役請執帳｣元亀3年(1572)3月13日の条に､｢浦野之塩原之郷｣などとあることから、東山道浦野駅にあった（上田市浦野地区～青木村）とする説もある。
上田市浦野には日本三代実録に記載がある馬背神社が存在し、青木村には子檀嶺神社・子檀嶺岳（こまゆみ＝駒弓）があるなど、現在にも僅かに名残が残っている。

## 文献
- 上田市誌 歴史編（3）東山道と信濃国分寺